# Limits
Limits ist ein englischsprachiger Popsong, welcher von der österreichischen Singer-Songwriterin Pænda geschrieben und interpretiert wurde. Sie vertrat hiermit Österreich beim 64. Eurovision Song Contest.

## Hintergrund
Am 29. Januar 2019 wurde Pænda in der Sendung Ö3-Wecker als Vertreterin Österreichs beim Eurovision Song Contest 2019 vorgestellt. Anfang März 2019 wurde ihr Wettbewerbsbeitrag „Limits“ zum ersten Mal der Öffentlichkeit präsentiert. Laut eigener Aussagen schrieb sie das Lied nicht speziell für den Eurovision Song Contest, sondern lediglich für ihr zweites Album.

## Musikalisches
Der Titel wird als „atmosphärisch aufgelande Electronic-Pop-Ballade“ bezeichnet. Delegationsleiter Stefan Zechner erklärte, dass der Song nicht den „üblichen Song-Contest-Regeln“ folge. Die Interpretin singt ausschließlich im Falsett. Sie beschreibt, in „Limits“ gehe es um Grenzen und darum, sich selbst zu sehen und lieben zu lernen. Außerdem behandelt das Lied die Folgen, wenn man diese Grenzen ignoriere, anstatt sie wahrzunehmen und zu respektieren.

## Beim Eurovision Song Contest
Pænda trat im zweiten Halbfinale an neunter Stelle auf. Das Bühnenbild wurde dunkel gehalten und die Interpretin stand inmitten von Leuchtstäben. Ihre Schwester begleitete sie im Background. Sie erreichte mit 21 Punkten den 17. Platz und konnte sich somit nicht für das Finale qualifizieren. Dies bedeutete das Ende einer fünfjährigen Qualifikation.

## Rezeption
Das Fanblog Wiwibloggs bezeichnete Limits als langweilig und monoton. Bemängelt wurde, dass das Lied keinen Moment besäße, der sich in Erinnerung halten ließe. Es wurde mit 5,52 von 10 Punkten bewertet. Bei ESCXtra wurde die Stimme der Sängerin, sowie die Atmosphäre des Songs gelobt. Jedoch wurde auch kritisiert, dass er keinen nachhaltigen Eindruck hinterlasse. Die Bewertung erfolgte mit 5,39 Punkten.

Karl Fluch vom Standard war der Ansicht, dass sämtlich Songs ihres Albums „Evolution II“ erfolgversprechender klängen.